# Fekete Tamás (szobrász)
Fekete Tamás (Budapest, 1931. július 23. – Budapest, 2007. február 27.) szobrászművész.

## Pályafutása
1944-ben – Fekete Tamás 13 éves korában - édesapját deportálták, s többé nem tért haza. Édesanyja egyedül nevelte. Autodidakta művész volt. 1949-től az Egyesült Izzó művészeti szabadiskolában festőművészetet és Ferenczy Béni műtermében szobrászatot tanult,  közben szerszámkészítőként és szerszám-konstruktőrként dolgozott és fotózott is. Budapesten műszaki főiskolát végzett. Ferenczy Béni követőjének vallotta magát. Tagja volt a Fiatal Képzőművészek Stúdiója Egyesület vezetőségének. Művei megtalálhatók a székesfehérvári Szent István Király, a pécsi Janus Pannonius, a budapesti Magyar Nemzeti és a Petőfi Irodalmi Múzeumban. Ugyanígy őrzi hagyatékának részét a Museum of Contemporary Arts, Új-Brunswick (USA) és a pécsi Modern Magyar Képtár is. Élete utolsó főművének tekinthető a 13 kisplasztikából álló ciklus Hódolat Brunelleschinek címmel, melyet a Magyar Nemzeti Galériának adományozott.

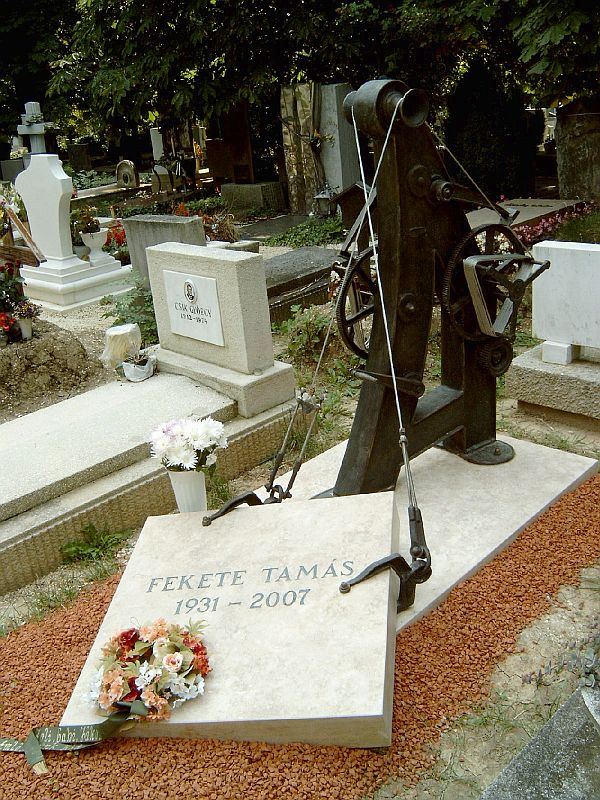
Fekete Tamás sírja Budapesten. Farkasréti temető: 25. Paulikovics Iván alkotása.

Budapesten élt. Legjobb barátja Szász Imre író volt. Többször elvált, majd idősebb korában már nem nősült újra. Megszállottan dolgozott inkább kaotikus szerelőműhelynek, mint műteremnek ható lakásán. Fia édesapja emlékére, továbbá tisztelői lakóházának falára emléktáblát állíttattak, amely Paulikovics Iván szobrász alkotása.

## Díjai
- 1982 - Nívódíj a Szobrászat című kötetére;
- 1994 - a Képző- és Iparművészeti Lektorátus díja a Kisszobor '94 kiállításon.

## Kiállításai
1963-tól kezdte kiállítani műveit. Három korszakát különböztetik meg elemzői, első korszakában kisplasztikákat, portrékat, köztéri szobrokat, érmeket alkotott. E korai művei rézdomborítások, kisplasztikák voltak. Az 1960-as évek végén faszobrokat is készített. Majd - újító szobrászatának legjellemzőbb vonásaként - az 1970-es évek elejétől hangulatokat, emlékeket felidéző, pop-artos, kisméretű tárgy-plasztikával kezdett foglalkozni. Érdekes, csak rá jellemző újítása a "szerszám-szobor" volt.
Újabb változást az 1994-től induló sorozata jelez, a reneszánsz felé fordulást, Brunelleschi építészeti elvei, műszaki zsenije ihlette kisplasztikák alkotásával. 

### Egyéni kiállítások
- 1964 – Fiatal Művészek Klubja, Budapest
- 1967 – Mini Galéria, Újpest
- 1972 – Kulturális Kapcsolatok Intézete, Budapest
- 1975 – Petőfi Irodalmi Múzeum, Budapest
- 1977 – Galerie Atlantis, Duisburg
- 1978 – Kiskun Múzeum, Kiskunfélegyháza
- 1979 – Kertészeti Főiskola, Kecskemét
- 1980 – Szilágyi Á. Gimnázium Galéria (Vagyóczky Károllyal), Kiskunhalas
- 1980 – Művelődési Ház, Dorog
- 1981 – Batsányi János Művelődési Központ, Tapolca
- 1982 – Óbudai Pincegaléria, Budapest
- 1982 – Művelődési Ház, Fehérgyarmat
- 1983 – Orvostudományi Egyetem (Vagyóczky Károllyal), Pécs
- 1995 – Lámpás Galéria, Zsámbék
- 1998 – Építész Galéria, Szentendre
- 2002 – Társalgó Galéria, Budapest
- 2006 – Társalgó Galéria, Budapest (Egy mű – egy mester sorozat)
- 2008 – Hódolat Brunelleschinek - Fekete Tamás tizenhárom kisplasztikája, Magyar Nemzeti Galéria, Budapest.

### Válogatott csoportos kiállítások
- 1964-1965 – Fiatal Művészek Stúdiójának éves kiállításai, Ernst Múzeum, Budapest
- 1967-től – Országos Kisplasztikai Biennálék, Pécs
- 1968 – 11. Magyar Képzőművészeti kiállítás, Műcsarnok, Budapest
- 1968 – Stúdió '58-68, Műcsarnok, Budapest
- 1978 – Magyar Szobrászat, Műcsarnok, Budapest
- 1987 – Országos Érembiennále, Lábasház, Sopron
- 1988 – Tavaszi Tárlat, Magyar Képzőművészek és Iparművészek Szövetsége, Műcsarnok, Budapest
- 1994 – Kisszobor '94, Vigadó Galéria, Budapest
- 1997 – Magyar Szalon '97, Műcsarnok, Budapest
- 1997 – Határesetek. Az érem harmadik oldala, Budapest Galéria, Budapest

## Művei

### Köztéri művei
- Vásárhelyi Pál (kő, 1972, Szarvas, Felsőfokú Mezőgazdasági Technikum)
- Ülő kisfiú (bronz, 1972, Budapest, IX. kerületi Úttörőház)
- Kodály-fa (Kerényi József Péterrel, Melocco Miklóssal) (bronz, 1975, Kecskemét)
- Hefele Józsefné síremléke (acél, 1976, Farkasréti temető)
- Devecseri Gábor síremléke (kő és bronz, 1976, Farkasréti temető)
- Magyarország geometriai középpontja (jeltorony csúcslezáró plasztika alumínium, vörösréz, 1978, Pusztavacs)
- Mozdony (acél, vörösréz, 1978, Budapest, Visegrádi u. 86., óvoda)
- Toboz (vas, acél, 1979, Budapest, Thermál Hotel)
- Kupola (krómacél, 1980, Kecskemét, Játékház)
- Máriássy Félix (poliészter, vörösréz, 1983, MAFILM)
- Várkonyi Zoltán (bronz, 1984, MAFILM)
- Gólyák (acél, 1984, Mórahalom)
- Jób Dániel (bronz, 1984, Vígszínház)
- Dr. Gróh Gyula (emléktábla, bronz, mészkő, 1986, Állatorvostudományi Egyetem)
- Zsebők Zoltán professzor (dombormű, bronz, 1988, Országos Érsebészeti Intézet)
- Díszkút (bronz, kő, 1990, Budai vár, Hunyadi-udvar)
- Báthory Gábor (bronz, mészkő, 1991, Hajdúböszörmény, Hajdúsági Múzeum) [ halott link]]
- Karády Katalin síremléke (márvány, 1991, Farkasréti temető)
- Trefort Ágoston és Eötvös Loránd (dombormű, bronz, kő, 1993, Eötvös Loránd Tudományegyetem gyakorló gimnázium)
- Víziorgona-díszkút (bronz, mészkő, 1985-1991, felállítva 1993, Budapest, Római úti lakótelep)
- Vas István síremléke (mészkő, 1994, Farkasréti temető)
- Bódy Gábor (emléktábla, bronz, mészkő, 1996, Budapest, IX., Ráday u. 63.)
- Bessenyei György (szobor, bronz, 1997, Bécs, Testőrségi palota előtt)
- Kossuth-szobor (acél, bronz, kő, 1998, Pénzügyminisztérium)
- Deák Ferenc domborművű emléktábla (emléktábla, acél, kő, Deák Ferenc utca 1. ház falán,  felállítva 2003.)
- Nádasdy Pál mellszobra (Rábatamási, avató: 2006. június) [halott link] [halott link]

### Egyéb művei

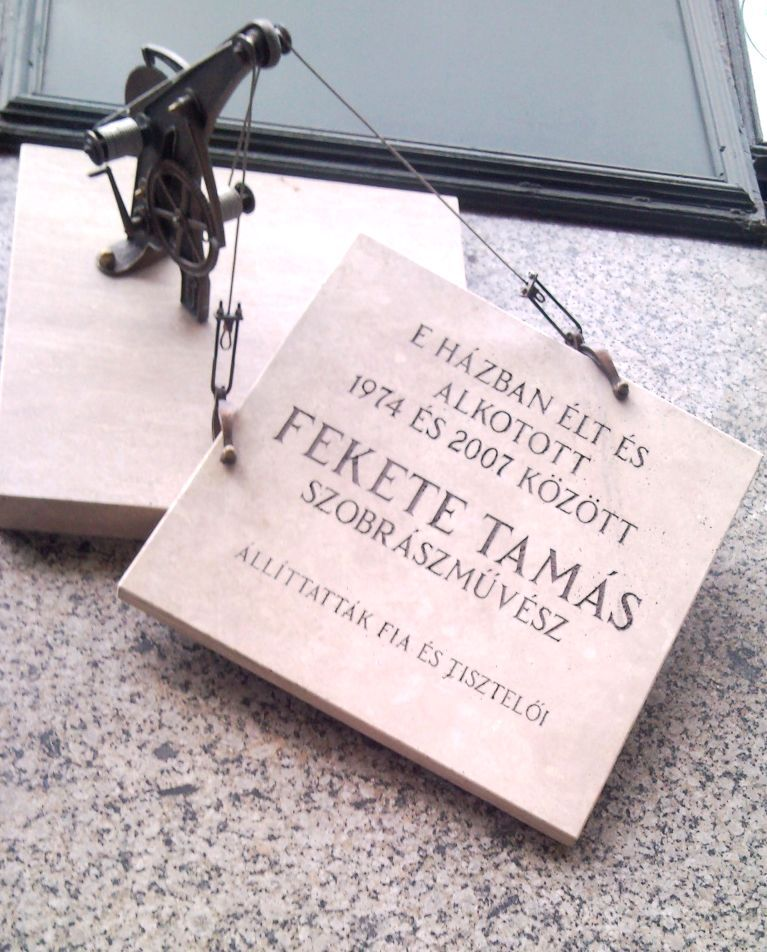
Emléktáblája Budapest V. kerületében. Alkotó: Paulikovics Iván

- Apám (A művész emlékeiben a BBC-t hallgató édesapa szobra)[halott link]
- Víziorgona [halott link]
- Ellentétes magatartások [halott link]
- Körúti fa (bronz, magasság 32 cm)
- Hódolat Brunelleschinek I-XIII.

Hódolat Brunelleschinek IX. 
Hódolat Brunelleschinek XI. 
Hódolat Brunelleschinek XIII. 

## Irodalmi műve
- Szobrászat (műhelytitkok). Budapest, 1982.